# Miguel Contreras Torres
Miguel Contreras Torres  (Morelia, Michoacán, 28 de septiembre de 1899 - Ciudad de México, 5 de junio de 1981) fue un director de cine mexicano. Fueron sus padres Miguel Contreras González y Concepción Torres; sus hermanos, el coronel Elías Contreras Torres, el diputado constituyente y jefe del Departamento Agrario; el coronel e ingeniero Indalecio Contreras Torres, expresidente municipal de Morelia; Elvira, David, Leonor, Delfina y Enrique Contreras Torres.
Al abandonar la carrera de las armas con grado de capitán, en la ciudad de Morelia alquila Miguel una serie consecutiva de locales donde exhibiría las películas extranjeras que le proveía Gonzalo Anondo, distribuidor cinematográfico de la Ciudad de México.[cita requerida]
En Zitácuaro, Michoacán, en 1917 actúa por primera vez en la película titulada En la hacienda, y comparte el papel estelar con su futura esposa, la actriz Medea de Novara (Hermine Kindle Futcher), natural de Vaduz, principado de Liechtenstein. Los esposos vivieron y compartieron brillantes momentos estelares.
Fue uno de los pioneros del cine mexicano, en el que empezó a trabajar en 1926. Su filmografía es de temas históricos y religiosos, principalmente. Falleció el 5 de junio de 1981, en la Ciudad de México. En noviembre del año 2000, se depositaron sus restos en el Panteón de la Ciudad de Zinapecuaro, Michoacán, en un sepulcro situado junto al mausoleo del que fuera su entrañable amigo, el general Félix Ireta Viveros.

## Filmografía

### Cine sonoro
- El hermano Pedro (El padre Juan) (1964). Director, productor, guionista y compositor (coproducción con Guatemala)
- ¡Viva la soldadera! (La soldadera) (1958). Director, productor y guionista
- Pueblo en armas (1958). Director, productor y guionista
- El último rebelde (The Last Rebel) (1956). Director, productor y guionista (argumento) (versiones en español e inglés)
- Tehuantepec (Mujeres del paraíso) (Hell in Paradise) (1953). Director, productor y guionista (versiones en español e inglés).
- Sangre en el ruedo (Bajo el cielo de España) (1952). Director, productor y guionista (coproducción con España).
- Linda mujer (Yo soy Mexicano de acá de este lado) (1952). Director, productor y guionista
- Amor a la vida (La extraña aventura de un hombre) (1950). Director, productor y guionista
- Pancho Villa vuelve (Pancho Villa Returns) (1949). Director, productor y guionista (versiones en español e inglés)
- Bamba (1948). Director, productor y guionista
- Reina de reinas: La Virgen María (1948). Director, productor y guionista
- María Magdalena: Pecadora de Magdala (1945). Director, productor y guionista (adaptación y guion técnico)
- Loco y vagabundo (1945). Productor
- El hijo de nadie (1945). Director, productor y guionista
- Rancho de mis recuerdos (1944). Director, actor, productor y guionista
- Bartolo tocó la flauta (1944). Director, productor y guionista.
- La vida inútil de Pito Pérez (1943). Director, productor y guionista (adaptación).
- El rayo del sur (1943). Director, productor y guionista.
- El padre Morelos (1942). Director, productor y guionista.
- Caballería del imperio (1942). Director, productor y guionista.
- Simón Bolívar (Libertador de América) (1941). Director, productor y guionista.
- Hasta que llovió en Sayula (Suerte te dé Dios) (1940).  Director, productor y guionista.
- Hombre o demonio (Don Juan Manuel) (1940) Director, productor y guionista (adaptación).
- The Mad Empress (La emperatriz loca) (1939) Director, productor y guionista (producción. estadounidense), con Medea de Novara en el papel de Carlota de México.
- La golondrina (1938). Director, actor, productor y guionista.
- La paloma (1937). Director, actor, productor y guionista.
- No te engañes, corazón (1936). Director, productor y guionista.
- No matarás (1935). Director, productor y guionista (coproducción con los Estados Unidos).
- Tribu (1934).  Director, actor, productor y guionista.
- ¡Viva México! (El grito de Dolores) (1934). Director, productor y guionista.
- Juárez y Maximiliano (La caída del imperio) (1933). Director, productor y guionista.
- La noche del pecado (1933). Director, productor y guionista.
- Revolución (La sombra de Pancho Villa) (1932). Director, actor, productor y guionista.
- Soñadores de la gloria (1930). Director, actor, productor y guionista (coproducción con los Estados Unidos).
- Protesta y toma de posesión del presidente, ingeniero Pascual Ortiz Rubio (1930). Director (cortometraje).
- El águila y el nopal (1929). Director, productor y guionista.

### Cine mudo
- Zítari (1931).  Director, productor y guionista (cortometraje).
- Aguiluchos mexicanos (1924-29).  Codirector, productor y guionista (semidocumental).
- El león de (la) Sierra Morena (1927).  Director, actor, productor y guionista (coproducción con España y Francia).
- Hipnotismo (1926).  Director y actor (probable).
- Ejército cubano (1926).  Director (documental) (producción cubana).
- El relicario (1926).  Director, actor, productor y guionista (coproducción con los Estados Unidos).
- México militar (1925).  Director (documental).
- Oro, sangre y sol (1923).  Director, actor, productor y guionista (semidocumental).
- Almas tropicales (1923).  Codirector, actor y guionista.
- El hombre sin patria (1922).  Director, actor, productor y guionista.
- El sueño del caporal (1922).  Director, actor, productor y guionista (cortometraje).
- De raza azteca (1921).  Codirector, actor, productor y guionista.
- El caporal (1921).  Codirector, actor, productor y guionista.
- El Zarco (Los plateados) (1920).  Productor, actor y guionista.